# Lijst van spelers van FK Haugesund
Deze lijst omvat voetballers die bij de Noorse voetbalclub FK Haugesund spelen of gespeeld hebben. De spelers zijn alfabetisch gerangschikt.

## A
- Aladesamni Ademola
- Paal Alsaker
- Asle Andersen
- Tor Andreassen
- Ugonna Anyora

## B
- Hans Berggren
- Rafal Berlinski
- Morten Berre
- Trond Erik Bertelsen
- Svein Brandshaug

## C
- Carlos Castro
- Martin Christensen

## D
- Nikola Đurđić

## E
- Sten Eike
- Rok Elsner
- Ronny Espedal
- Odd Espevoll

## G
- Bala Garba
- Chris Gbandi
- Hilary Gong
- Jostein Grindhaug
- Christian Grindheim

## H
- Eirik Horneland
- Daan Huisman

## J
- Jonas Johansen
- Magnus Johansson

## K
- Fabiano Kristiansen
- Per Kristiansen

## L
- Kjetil Løvvik

## M
- Idar Mathiassen
- Eirik Mæland
- Øyvind Mellemstrand
- Tor Erik Moen
- Morten Moldskred
- Beau Molenaar

## N
- Joakim Nilsen
- Håvard Nordtveit
- Trygve Nygaard

## O
- Allan Olesen
- Patrick Olsen
- Dag Ørsal
- Lars Øvernes

## P
- John Pelu
- Chris Pozniak

## S
- Mustapha Sama
- Martin Samuelsen
- Magnus Samuelsson
- Niklas Sandberg
- Ivar Sandvik
- Juska Savolainen
- Vegard Skjerve
- Alexander Söderlund
- Jacob Sørensen
- Thomas Sørum
- Jarle Steinsland
- Elias Storm
- Alexander Stølås
- Bjørn Strøm
- Sheriff Suma

## T
- Are Tronseth
- Sondre Tronstad

## V
- Martin Vestbø
- Djedje Victorien

## W
- Knut Walde
- Cameron Weaver

## Z
Clubs: Aalesunds FK · Alta IF · SK Brann · Bryne FK ·  Fredrikstad FK · FK Haugesund · Hønefoss BK · Kongsvinger IL · Lillestrøm SK · FC Lyn Oslo · Molde FK · Moss FK · Odd Grenland · Rosenborg BK · Stabæk Fotball · IK Start · Strømsgodset IF · Tromsø IL · Vålerenga IF ·  Viking FK

Lijsten van voetballers van Noorse clubs: Aalesunds FK · Alta IF · SK Brann · Bryne FK · Fredrikstad FK · FK Haugesund · Hønefoss BK · Kongsvinger IL · Lillestrøm SK · FC Lyn Oslo · Molde FK · Moss FK · Odd Grenland · Rosenborg BK · Stabæk Fotball · IK Start · Strømsgodset IF · Tromsø IL · Vålerenga IF · Viking FK